# Tin Jedvaj
Tin Jedvaj (Zagreb, 28 de noviembre de 1995) es un futbolista croata. Juega como defensa y su club es el Panathinaikos F. C. de la Superliga de Grecia.

## Trayectoria

### Dinamo Zagreb
Comenzó su carrera profesional en 2013 con el Dinamo Zagreb. Hizo su debut en un partido contra el N. K. Osijek, jugando en la posición de defensa central junto Josip Šimunić.
Durante su primera temporada como profesional con el club, ganó el trofeo de Liga. Al comienzo de la nueva temporada, ganó otro trofeo con el club cuando el Dinamo derrotó al Hajduk Split en la Supercopa de Croacia. Durante su tiempo en el equipo jugó un total de 14 partidos oficiales.

### A. S. Roma
Al final de su primera temporada como profesional, el club italiano A. S. Roma mostró interés en él y el 10 de julio de 2013 se confirmó su fichaje por el club romano.

### Alemania
El 11 de junio de 2014 el Bayer 04 Leverkusen anunció que habían llegado a un acuerdo con todas las partes de un contrato de préstamo con la A. S. Roma, permitiéndole unirse en préstamo hasta el final de la temporada 2015-16. Su debut se produjo en el primer partido oficial de la temporada, ayudando al equipo a ganar por 6-0 contra el Alemannia Waldalgesheim en la primera ronda de la Copa de Alemania. Unos días después, el 19 de agosto, hizo su debut en la Liga de Campeones de la UEFA, en sustitución de su compañero de equipo Giulio Donati en el minuto 46 en la victoria 2-3 en Dinamarca sobre el F. C. Copenhague. Jugó la segunda mitad, ayudando a su equipo a conseguir la victoria final. Él, sin embargo, recibió una tarjeta amarilla en el minuto 51 del partido. También jugó en el partido de vuelta en la victoria 4-0 de los alemanes, lo que permitió al club clasificarse para la fase de grupos de la competición.
Posteriormente hizo su debut en la Bundesliga el 23 de agosto, en una victoria por 2-0 sobre el Borussia Dortmund en el primer partido de la campaña. Marcó su primer gol en el segundo partido de la temporada, una victoria por 4-2 en casa contra el Hertha de Berlín. Anotó en el minuto 50, empatando el partido a uno. También marcó contra el Werder Bremen para dar a su equipo una ventaja de 1-0. Más tarde asistió Son Heung-Min para el gol que empataría el encuentro al resultado final de 3-3.
El 20 de enero de 2015 el club anunció un acuerdo para su fichaje de forma permanente y firmó un contrato hasta 2020.
El 20 de agosto de 2019 el F. C. Augsburgo logró su cesión por una temporada.

### Rusia
Tras siete años en el fútbol alemán, el 24 de julio de 2021 fue traspasado al F. C. Lokomotiv Moscú con el que firmó por cuatro temporadas. Después de una y media fue cedido al Al-Ain F. C. hasta junio de 2023 y al Panathinaikos F. C. para la campaña 2023-24. Durante la misma disputó 40 partidos, en los que anotó dos goles, y se acabó quedando en el club con un contrato hasta 2027.

## Selección nacional
El 4 de junio de 2018 fue incluido por el seleccionador Zlatko Dalić en la lista de 23 para el Mundial. Fue suplente de la selección de Croacia y jugó un partido de la fase de grupos, participando así del histórico subcampeonato conseguido.

### Participaciones en Copas del Mundo
| Mundial                        | Sede  | Resultado  |
| ------------------------------ | ----- | ---------- |
| Copa Mundial de Fútbol de 2018 | Rusia | Subcampeón |

## Clubes
| Club                         | País     | Año       |
| ---------------------------- | -------- | --------- |
| G. N. K. Dinamo Zagreb       | Croacia  | 2013      |
| A. S. Roma                   | Italia   | 2013-2015 |
| Bayer 04 Leverkusen (cedido) | Alemania | 2014-2015 |
| Bayer 04 Leverkusen          | Alemania | 2015-2021 |
| F. C. Augsburgo (cedido)     | Alemania | 2019-2020 |
| F. C. Lokomotiv Moscú        | Rusia    | 2021-2024 |
| Al-Ain F. C. (cedido)        | EAU      | 2023      |
| Panathinaikos F. C. (cedido) | Grecia   | 2023-2024 |
| Panathinaikos F. C.          | Grecia   | 2024-     |

## Palmarés

### Títulos nacionales
| Título         | Club                | País   | Año  |
| -------------- | ------------------- | ------ | ---- |
| Copa de Grecia | Panathinaikos F. C. | Grecia | 2024 |

## Vida personal
Su padre, Zdenko, es un exfutbolista. Durante la Guerra de Bosnia, su familia dejó de vivir en Mostar, Bosnia y Herzegovina, y se trasladó a la capital croata Zagreb.